# Хомутовка (Воронежская область)
Хомуто́вка — село в Грибановском районе Воронежской области.
Входит в состав Новогольеланского сельского поселения.

## Население
| 2010 |
| ---- |
| 292  |

## Улицы
- ул. Октябрьская,
- ул. Пионерская,
- ул. Садовая.